# Ricardo Gago

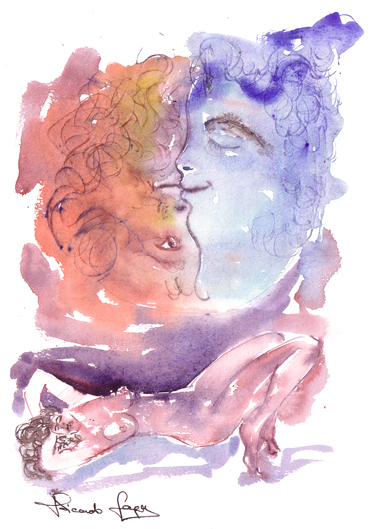
Sol y Luna.

Ricardo Aparicio Gago  (Montamarta, Zamora, 25 de agosto de 1949)  es un pintor y escultor español.

## Biografía
A los dos años se trasladó con sus padres de Montamarta a Langreo, Asturias, donde vivió hasta los diecisiete años. A mediados de los sesenta se estableció en Mallorca, residiendo en  Palma de Mallorca, Paguera y Alaró hasta su llegada a Sinéu, pueblo en el que se instaló definitivamente.

## Formación
En los años setenta se inició en la artesanía, eligiendo el barro como medio de trabajo. El paisaje mallorquín era su principal inspiración, creando unas pequeñas reproducciones de sus casas, molinos, folklore y paisajes.
Su afición desde niño a la pintura le llevó a ponerse en contacto con Joaquín Torrens Lladó con el fin de ingresar en la Escuela Libre del Mediterráneo, en el palacio de Verm. Estudió todas las técnicas impartidas por su profesor, así como la iniciación al modelado. Durante cinco años combinó su trabajo de artesano con su aprendizaje artístico.
En 1996 conoció al pintor y escultor José María Aguilar, con él se impulsa en el modelado. Primeramente son unas figuritas representando las escenas cotidianas del campo, que junto a alguna pieza de cerámica también de su creación, y las miniaturas de las edificaciones rurales mallorquinas, empieza a vender los miércoles en el mercado de Sinéu.

## Trayectoria artística
1997 su primera exposición en las salas del Ayuntamiento de Sinéu.
1993 conoce a la familia Deuber, propietaria del Molí den Pau, molino mallorquín convertido en restaurante; será un punto importante donde expondrá su obra, complementándola con la realización de los murales de su bodega.
1995 inaugura su estudio en la calle Casas Nuevas nº 3, con la exposición de acuarelas dedicada íntegramente a Sinéu, incluyendo los jardines de defla, finca situada en Sinéu.
1996 Pedro Ruscalleda prepara la sala de exposiciones situada en la calle Pueyo n.º 7, y con el nuevo nombre de galería Weyler, abre su primera exposición en Palma de Mallorca. Posteriormente, en 2007, Pedro Ruscalleda inaugura con gran éxito el Museo Pelópidas.
1997 el Hotel Formentor le cede sus salas en las que expone sus pinturas, bronces y terracotas.
1998 Comienza la restauración del casal de Can Gili que se convertirá en su estudio y sala de exposiciones personal.
1999 realiza las ilustraciones de "La villa de Sinéu. Itinerario cultural y patrimonial” de Gaspar Valero y un libro de poemas.
2000 expone conjuntamente con otros artistas en la IV edición de la Muestra colectiva de esculturas en Santa María del Camino, exposición dedicada exclusivamente a la escultura.
1995/2001 participa en la "Feria des Fang de Marrachí", feria anual dedicada al barro, en la cual Ricardo da a conocer sus últimas esculturas de terracota.
2004 expone en el Museo de Lluc una serie de terracotas. 
2005/2008 expone sus obras en el Hotel Formentor durante la temporada de verano.
2015 - Exposición en Bad Zurzach (Suiza) del 13 de junio al 30 de julio
Actualmente expone y vende toda su obra en su Estudio Galería Can Gili, un carismático casal de Sinéu.

## La Galería Ca'n Gili

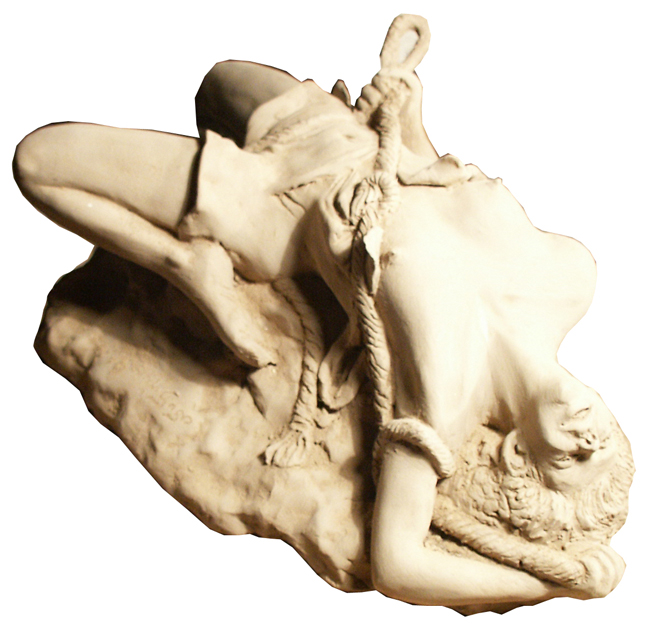
Nudo.

Ca´n Gili es la casa donde Ricardo Gago tiene su estudio galería. Se empezó a restaurar en 1998 y aún no está terminada. Toma el nombre de los propietarios que la habitaron hacia el siglo XV. siendo uno de ellos el Alcalde Real Joán Gili y más tarde el Notario también llamado Joán Gili.
La casa es la parte más importante de lo que fuera en su tiempo un pequeño palacete. Tiene un pasillo principal con un empedrado hecho especialmente para que los animales no resbalaran en su camino de los establos al fondo de la casa. En la primera sala hay una pequeña ventanilla para colgar un candil que también iluminaba a través de la pared con un orificio redondo una segunda sala. De estas ventanillas solo se conoce en Mallorca otra algo mayor y está situada en la Cartuja de Valldemosa. En la sala central tiene seis silos para almacenar grano, en uno de ellos hay una pequeña gruta aún sin limpiar, se supone que son árabes.
La sala donde se encuentra la escalera fue un patio exterior. La parte importante de la balaustrada data del siglo XVII. La ventana superior, renacentista, hacía juego con el brocal de la cisterna, ya desaparecido. Esta tiene una profundidad de nueve metros, por una anchura de seis. La cocina desmantelada de su chimenea y pica de piedra aún conserva el aroma de lo que fue. Saliendo al exterior los pesebres habilitados como salas y un pequeño jardín. Debajo de la escalera hay un silo en el que después de las excavaciones efectuadas por el Museo de Mallorca salieron a la luz importantes restos de cerámica de los siglos XIV, XV y XVI.
En la parte superior sus pinturas románico góticas con sus graffítis, paredes y arcos de entradas medievales completan la casa que en el pueblo de Sinéu tiene una importancia relevante, ya que nos muestra parte de una forma de vivir muy diferente. 